# Joshua Logan
Pour les articles homonymes, voir Joshua et Logan.
Joshua Logan (né le 5 octobre 1908 à Texarkana au Texas et mort le 12 juillet 1988 à New York) est un scénariste et un metteur en scène de théâtre et de cinéma à Broadway et à Hollywood. Citons parmi ses succès Arrêt d'autobus, Mister Roberts, Picnic, et South Pacific.

## Biographie
Joshua Lockwood Logan III est né à Texarkana au Texas. Il suit les cours de la Culver Military Academy dans l'Indiana avant d'entrer à l'université de Princeton. Alors qu'il est étudiant, Logan participe à la création d'une troupe de théâtre au sein de l'université avec, entre autres acteurs, Henry Fonda et James Stewart. Avant d'obtenir son diplôme en 1931, il se rend à Moscou pour y poursuivre son apprentissage auprès de Constantin Stanislavski et y étudier la Méthode.
En 1932, Logan commence sa carrière d'acteur à Broadway. Il collabore avec le producteur David O. Selznick à Hollywood en 1936. Quand il retourne à Broadway, il écrit et met en scène deux spectacles à succès : On Borrowed Time et I Married an Angel. Après la guerre, à laquelle il participe en tant qu'aviateur en Angleterre, il épouse l'actrice Nedda Harrigan en 1945.
Logan dirige des spectacles à Broadway : Annie Get Your Gun, John Loves Mary, Mister Roberts, South Pacific et Fanny. Il obtient en 1950 le Pulitzer Prize for Drama avec Richard Rodgers et Oscar Hammerstein II pour South Pacific. Le spectacle lui permet d'obtenir également un Tony Award du meilleur metteur en scène.
Quand le réalisateur John Ford tombe malade en 1955, Logan retourne définitivement à Hollywood pour terminer Permission jusqu'à l'aube. S'ensuivent : Picnic, Bus Stop en 1956, Sayonara en 1957 et l'adaptation cinématographique de South Pacific en 1958. Il reçoit un oscar pour Picnic puis un autre pour Sayonara.
Ses dernières comédies musicales Camelot en 1967 et La Kermesse de l'Ouest (Paint Your Wagon) en 1969 sont des échecs qui sonnent le glas d'un style, voire d'un genre.
Il publie son autobiographie en 1976 Josh: My Up-and-Down, In-and-Out Life. Il apparaît avec sa femme en 1977 dans la revue Musical Moments. Il publie Movie Stars, Real People, and Me en 1978. Entre 1983 et 1986, il enseigne le théâtre à  la Florida Atlantic University à Boca Raton.
Il meurt en 1988 à New York. Son épouse est décédée en 1989.

## Filmographie
- 1938 : J'ai retrouvé mes amours (I Met My Love Again), avec Joan Bennett et Henry Fonda
- 1955 : Permission jusqu'à l'aube (Mister Roberts), en remplacement de John Ford, non crédité, avec Henry Fonda et James Cagney
- 1955 : Picnic, adaptation de la pièce éponyme de William Inge, avec William Holden et Kim Novak
- 1956 : Arrêt d'autobus (Bus Stop), adaptation de la pièce éponyme de William Inge, avec Marilyn Monroe et Don Murray
- 1957 : Sayonara, avec Marlon Brando et Red Buttons
- 1958 : Pacifique sud (South Pacific), avec Rossano Brazzi et Ray Walston
- 1960 : La Tête à l'envers (Tall Story), avec Anthony Perkins et Jane Fonda
- 1961 : Fanny, avec Leslie Caron, Horst Buchholz, Maurice Chevalier et Charles Boyer
- 1964 : Ensign Pulver, avec Burl Ives et Walter Matthau
- 1967 : Camelot, avec Richard Harris, Vanessa Redgrave et Franco Nero
- 1969 : La Kermesse de l'Ouest (Paint Your Wagon), avec Lee Marvin, Jean Seberg et Clint Eastwood